# Voetbal op de Tuvalu Games
Het voetbal op de Tuvalu Games is een knock-out voetbaltoernooi dat georganiseerd wordt door de Tuvalu National Football Association (TNFA). Het is een onderdeel van de jaarlijkse Tuvalu Games. Het toernooi wordt ook wel de Tuvalu Cup genoemd.

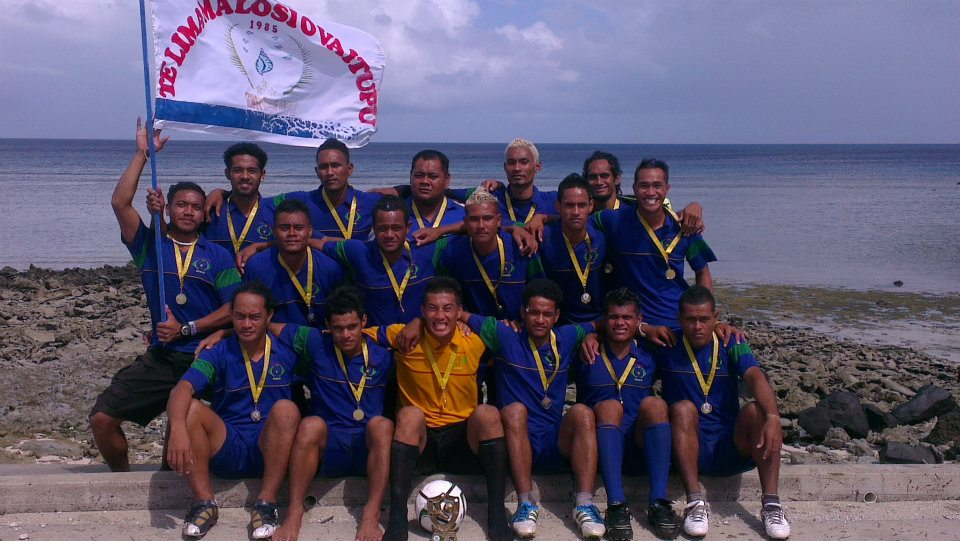
Tofaga A winnaars Tuvalu Games 2012

## Finales
| Jaar | Winnaar       | Uitslag | Finalist      |
| ---- | ------------- | ------- | ------------- |
| 2008 | FC Manu Laeva | 1-0     | Lakena United |
| 2009 | FC Manu Laeva | 3-1     | FC Tofaga     |
| 2010 | FC Tofaga     | 2-1     | Nauti FC      |
| 2011 | FC Manu Laeva | 3-1     | FC Tofaga     |
| 2012 | FC Tofaga     | 2-1     | Tamanuku      |
| 2013 | FC Tofaga     | 1-0     | Nauti FC      |

Nationaal elftal ·
Nationaal zaalvoetbalteam ·
A-Division ·
B-Division ·
Independence Cup ·
NBT Cup ·
Christmas Cup ·
Tuvalu Games